# Naushad
Naushad Ali, noto solo come Naushad (Lucknow, 25 dicembre 1919 – Mumbai, 5 maggio 2006), è stato un compositore indiano.
Attivo come compositore e direttore musicale di cinema di film Hindi, ha avviato la sua carriera nel 1940 per concluderla nel 2005.

## Premi e riconoscimenti
- 1954: Filmfare Best Music Director Award – Baiju Bawra
- 1961: Bengal Film Journalists' Association's "Best Music Director Award"
- 1981: Dadasaheb Phalke Award
- 1984: Lata Mangeshkar Award
- 1987: Amir Khusrow Award
- 1992: Sangeet Natak Akademi Award
- 1992: Padma Bhushan Award
- 1993: Awadh Ratna Award
- 1994: Maharashtra Gaurav Puruskar Award
- 2000: Screen Lifetime Achievement Award

## Filmografia parziale
- Prem Nagar (1940)
- Mala (1941)
- Nai Duniya (1942)
- Sharda (1942)
- Kanoon (1943)
- Sanjog (1943)
- Pehle Aap (1944)
- Rattan (1944)
- Sanyasi (1945)
- Anmol Ghadi (1946)
- Dard (1947)
- Anokhi Ada (1948)
- Mela (1948)
- Dulari (1949)
- Deedar (1951)
- Baiju Bawra (1952)
- Deewana (1952)
- Sohni Mahiwal (1958)
- Mughal-E-Azam (1960)
- Mere Mehboob (1963)
- Ram Aur Shyam (1967)
- Dharam Kanta (1982)
- Love and God (1986)
- Guddu (1995)
- Taj Mahal: An Eternal Love Story (2005)